# Mania Shohat
Pour les articles homonymes, voir Shohat.
Mania Shohat ou Manya Shochat (hébreu:מניה שוחט), née Vilboshvitz (Wilbuszewicz, Vilbusevich), est une femme politique juive russe des XIXe et XXe siècles (Hrodna, 11 octobre 1879 - Tel-Aviv, 17 février 1961), surnommée la « mère » des implantations collectives en Palestine, et la précurseur du mouvement kibboutznik.

## Éléments biographiques

### Naissance d'une idéaliste

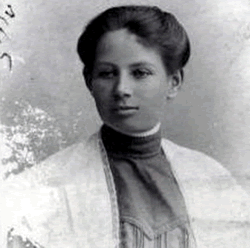
Mania jeune.

Mania Vilboshvitz nait à Grodno, (maintenant Hrodna en Biélorussie), dans une famille de Juifs russes de la moyenne bourgeoisie, et grandit dans la propriété familiale de Łosośna, située près de la ville de Grodno. 
Ses grands-parents ont prospéré dans les affaires en étant fournisseurs de l'armée russe et se sont presque assimilés. Son père, qui l'influencera grandement, l'élève cependant selon l'esprit de la vie juive traditionnelle. Mania est également marquée par les idées de ses frères. L'un de ceux-ci, Isaac, étudie l'agriculture en Russie mais est expulsé de l'école pour avoir frappé un professeur qui enseignait que les yids (terme péjoratif pour désigner les Juifs) suçaient le sang des fermiers en Ukraine. Vers la fin 1882, il rejoint la première Aliyah (dite Aliyah des fermiers) et adhère en Palestine au mouvement Bilou. Un autre de ses frères, l'ingénieur Guedalya, émigre aussi en Palestine en 1892.
Après ses études, Mania travaille dans l'usine d'un de ses frères, à Minsk, pour connaitre la condition de la classe ouvrière. En 1899, elle est jetée en prison par les autorités tsaristes pour ses contacts avec les révolutionnaires du Bund. Là, elle est endoctrinée par Sergueï Zoubatov, le responsable de la Police secrète tsariste de Moscou. Zubatov conçoit un plan qui cadre avec les penchants idéologiques de Shohat : les travailleurs juifs vont créer des organisations dociles qui travailleront à réformer, plutôt qu'à renverser le gouvernement. Elle est persuadée que cela aidera les Juifs à obtenir des droits. Elle crée donc le Parti indépendant des travailleurs juifs qui réussit à organiser des grèves, car il est soutenu par la police secrète, mais il est exécré par le Bund et les autres groupes socialistes juifs pour son accointance avec le pouvoir tsariste. Le parti s'écroule en 1903, à la suite des pogroms de Kichinev. Mania subit alors « une dépression émotionnelle sévère ».

### La découverte de la Palestine
C'est dans cet état qu'elle accepte l'invitation de son frère Nachum, fondateur de la savonnerie Shemen de Haïfa, de l'accompagner dans une expédition de recherche des endroits les plus sauvages de Palestine. Elle débarque en Palestine le 2 janvier 1904. 
« Je ne peux pas voir quelle direction je dois prendre dans ma vie. J'ai accepté de me joindre à l'expédition de mon frère, car, en fait, j'étais indifférente à tout. Pour moi, ce n'était juste qu'une autre aventure. »
Mania tombe amoureuse de la beauté de la terre et est particulièrement touchée par la situation critique de la colonie de Hauran. « Hauran restait sans un rédempteur et mon âme s'attachait à ce lieu ». 

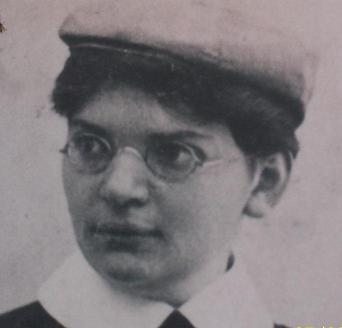
Mania vers 1900.

Le baron Edmond de Rothschild avait acheté la terre dans cette région mais le gouvernement ottoman interdisait aux Juifs de s'y installer ; un petit groupe qui avait bravé l'interdit avait été chassé. Rothschild était donc obligé de louer la terre à des Fellahin arabes. Mania décide de visiter toutes les implantations installées par le Baron Rothschild, et de voir par elle-même pourquoi elles se trouvaient toutes en difficulté financière. Elle fait alors la rencontre de Yehoshoua et Olga Henkin, qui jouent un rôle crucial dans sa décision de s'installer en Palestine.
À la fin de sa première visite, Mania arrive à la conclusion qui sera plus tard celle d'Arthur Ruppin : le modèle de colonies d'implantation favorisé par le Baron Rothschild, où les propriétaires juifs emploient des ouvriers arabes, ne pourra jamais servir de base à une vie nationale juive. Il ne peut au contraire qu'aboutir à des difficultés financières et à une perte d'affection. Seules des implantations agricoles collectives peuvent selon elle produire des travailleurs et des fermiers juifs qui pourront alors servir de base pour la construction d'une patrie juive. Sa priorité est dès lors de trouver une solution aux problèmes de Hauran.
Mania se rend à Paris dans l'espoir de convaincre le Baron Rothschild du bien-fondé de ses projets. Cependant, la déferlante d'une nouvelle vague de pogroms sur l'Empire russe en 1905 lui font provisoirement oublier Hauran.

### Nous devons nous défendre
Mania consacre toute son énergie à obtenir des fonds pour permettre aux Juifs biélorusses d'acheter des armes pour leur autodéfense. Elle convainc le Baron Rothschild de donner 50 000 francs-or dans ce but. 
Des armes et des munitions sont achetées à Liège et passées en contrebande en Russie. Afin de livrer la dernière expédition, Mania se déguise en jeune rabbine de Francfort, transportant huit caisses de livres saints, un cadeau pour les yechivot d'Ukraine. À Odessa, un agent de la police secrète pénètre dans son appartement et découvre où se trouvent les fusils. Mania qui possède un pistolet à silencieux, le tue avant qu'il ne puisse s'échapper. Tous les fusils sont ensuite livrés à l'organisation clandestine juive. Mania retourne alors en Palestine.

### Les premières fermes collectives
Arrivée en 1906, Mania repart vers la fin de l'année aux États-Unis pour récolter de l'argent pour Hauran, ainsi que pour l'achat d'armes pour les Juifs russes. L'idée d'implantations collectives est cependant mal accueillie et son plan pour Hauran ne reçoit aucun soutien. Elle réalise alors que la seule façon d'emporter l'adhésion d'éventuels donateurs est de mettre ses plans en pratique.
Les idées de Mania sont accueillies avec enthousiasme par les membres de Poaley Tzion et Hapoel Hatzaïr. Yéhoshoua Henkin persuade Eliahou Krauze, le directeur de la ferme Sédjéra, située entre Tibériade et Nazareth, de leur confier sa gestion pendant un an. Bien que sceptique, Krauze leur cède cette ferme, l'une des moins performantes de la région, non sans craindre que le radicalisme du groupe ne lui fasse perdre sa place.
18 jeunes hommes et femmes, issus pour la plupart du cercle d'Israël Shohat, s'établissent dans la ferme, la première coopérative de Palestine. Fondée idéologiquement, elle deviendra le modèle du kibboutz de Degania. Le projet est un succès et assure la crédibilité de l'idée d'implantations collectives. 
Avec Israël Shohat, qu'elle épousera bientôt, Mania participe à la fondation de Hashomer, une organisation de garde, puis d'auto-défense des installations juives qui a pour but de donner aux Juifs la responsabilité de la protection des implantations. 

### La Première Guerre mondiale et après
Durant la Première Guerre mondiale, les Shohat et tous les Juifs de nationalité russe se trouvant en Palestine sont exilés par les autorités ottomanes à Bursa, en Turquie. Ils retournent en Palestine aux alentours de Pessa'h 1919, après avoir participé à une convention du Poaley Tzion à Stockholm. 
En 1921, Mania Shohat se trouve à Tel-Aviv lorsque des émeutes éclatent parmi les Arabes qui attaquent alors les implantations juives. Avec des membres de l'Hashomer, elle prend part à la défense de la ville. Déguisée en infirmière de la Croix-Rouge, elle parcourt les zones de combat afin de renseigner les défenseurs. Forte de son expérience en Russie, elle est chargée de passer en contrebande des grenades pour les assiégés de Petah Tikva. Elle les cache dans des paniers de fruits, de légumes et d'œufs. La voiture la transportant s'embourbe juste à la sortie de la ville. Une patrouille de la cavalerie indienne, de l'armée britannique, chargée de contrôler les véhicules pour confisquer les armes et arrêter les contrevenants, s'approche de la voiture. Mania a alors la présence d'esprit de se précipiter au devant de la patrouille pour leur demander de l'aide. Gentlemen, les soldats indiens vont l'aider à dégager la voiture et lui fourniront même une escorte jusqu'à la ville. 
Après les émeutes, Mania se rend aux États-Unis pour récolter des fonds pour la défense des implantations. À la suite de toute une série de malentendus entre elle et Pinhas Rutenberg, le transfert des fonds est bloqué pendant une longue période. 
Mania reste active dans le Gdoud Haavoda (Bataillon du Travail) et l'immigration clandestine, ainsi que dans la contrebande d'armes. 
En 1930, Elle fait partie des fondateurs de la Ligue pour l'amitié judéo-arabe. 
En 1948, après la création d'Israël, elle rejoint le parti Mapam.
Le mariage de Mania n'est pas heureux, Israël étant un coureur de jupon. Ils décident de se séparer et Mania vit les dernières années de sa vie à Tel-Aviv, jouant un rôle prépondérant dans l'intégration des nouveaux immigrants. Elle meurt en 1961 et est enterrée auprès des membres de Hashomer à Kfar-Guiladi.
Selon Chaviva Frank, Mania Shohat est « aujourd'hui presque oubliée mais [elle fut] autrefois une légende … [sa vie ressemble] à un feuilleton télévisé hollywoodien, sauf qu'elle est authentique ». Cette vie inspirera au cinéaste Amos Gitaï le film Berlin-Jérusalem (1989).

## Descendance
Mania et Israël Shohat auront eu deux enfants, Anna et Gideon (Geda) Shohat.
Ce dernier deviendra colonel, pilote dans la Royal Air Force (RAF) pendant la Seconde Guerre mondiale, avant de rejoindre les Forces aériennes israéliennes lors de leur création. Il se suicidera en 1967.
En 1971, la fille de Geda se mariera avec le célèbre chanteur israélien Arik Einstein, avec qui elle aura deux filles avant de divorcer. Devenues harediot, celles-ci se marieront avec deux des fils d'Uri Zohar, acteur et producteur de films, devenu l'une des figures éminentes de la communauté orthodoxe.